# Rafetus euphraticus
La tartaruga dal guscio molle dell'Eufrate (Rafetus euphraticus Daudin, 1801) è una tartaruga della famiglia dei Trionichidi diffusa nel bacino dei fiumi Tigri ed Eufrate in Iraq, Siria, Turchia e Iran (Provincia di Khūzestān). È minacciata dall'inquinamento idrico e dalla distruzione dell'habitat.

## Storia

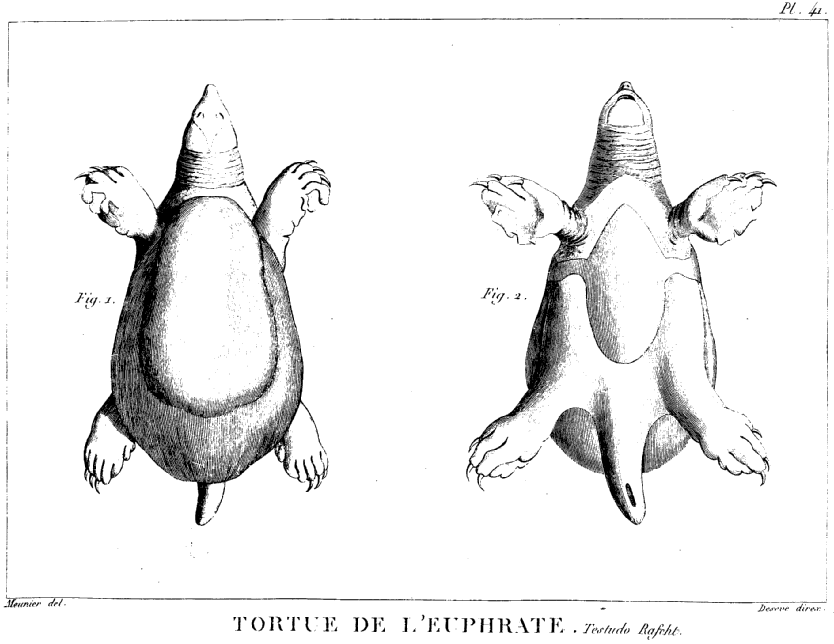
Guillaume-Antoine Olivier, che nel giugno del 1797 uccise un esemplare lungo 91 cm mentre attraversava l'Eufrate nei pressi di Anah, battezzò la tartaruga dal guscio molle dell'Eufrate Testudo rafcht.

La tartaruga dal guscio molle dell'Eufrate divenne nota agli scienziati occidentali quando nel giugno del 1797 il naturalista francese Guillaume-Antoine Olivier uccise un esemplare mentre attraversava l'Eufrate nei pressi di Anah. Gli abitanti del luogo riferirono che le carni dell'animale non erano buone da mangiare, ma che il grasso era considerato un eccellente medicamento per svariate malattie epidermiche. Olivier battezzò la specie Testudo rafcht poiché, disse, «gli Arabi la chiamavano rafcht».
Nel suo libro Olivier non disse cosa significava questo nome in arabo; tuttavia, su varie pagine web arabe si trova scritto che questa tartaruga è conosciuta localmente come ar-rafš (الرفش), «la vanga» o «la pala», nome che forse si riferisce alla forma del carapace. Olivier parlò di questa creatura a François Marie Daudin, che la descrisse nella sua Histoire des reptiles (1801).
I naturalisti successivi spesso sbagliarono la grafia del nome scelto da Olivier, denominando la specie rafeht invece che rafcht. Il nome Rafetus euphraticus, così come lo stesso genere Rafetus, vennero proposti da John Edward Gray nel 1864, che in una sua opera scrisse che all'epoca la specie era nota con vari nomi, come Trionyx euphraticus, Testudo euphraticus, Trionyx rafeht, Tyrse rafeht o Testudo rafeht.